# Arthur Cumming
Arthur Warren Jack Cumming (Marylebone, Londres, 8 de maig de 1889 – Hammersmith, Londres, 9 de maig de 1914) va ser un patinador artístic sobre gel anglès que va competir a començaments del segle xx.
El 1908 va prendre part en els Jocs Olímpics de Londres, on guanyà la medalla de plata en la prova figures especials del programa de patinatge artístic. Fou superat en la classificació pel rus Nikolai Panin.
Posteriorment guanyà dos campionats britànics individuals, abans de la seva prematura mort per culpa d'una infecció de tètanus provocada per un accident de motocicleta el maig de 1914.

## Resultats

### Individual masculí
| Competició               | 1911 | 1912 | 1913 |
| ------------------------ | ---- | ---- | ---- |
| Campionat del món        | 5è   |      |      |
| Campionat del Regne Unit | 1r   |      | 1r   |

### Parelles
| Competició        | 1912                  | 1913                  |
| ----------------- | --------------------- | --------------------- |
| Campionat del món | 7è (amb Mrs. Cadogan) | 7è (amb Mrs. Cadogan) |

### Figures Especials
| Competició    | 1908 |
| ------------- | ---- |
| Jocs Olímpics | 2n   |